# Crassimarginatella sinica
Crassimarginatella sinica är en mossdjursart som beskrevs av Liu 1982. Crassimarginatella sinica ingår i släktet Crassimarginatella och familjen Calloporidae. Inga underarter finns listade i Catalogue of Life.